# Koło łowieckie
Koło łowieckie – posiadająca osobowość prawną jednostka organizacyjna Polskiego Związku Łowieckiego, skupiająca zwykle od kilkunastu do kilkudziesięciu myśliwych i prowadząca gospodarkę łowiecką na dzierżawionym przez siebie obwodzie łowieckim.